# Agujaceratops mariscalensis
L'Agujaceratops (nome che significa faccia cornuta di Aguja) è un genere di dinosauri della famiglia Ceratopsidae recentemente riclassificato. In origine era conosciuto come Chasmosaurus mariscalensis e descritto da Lehman nel 1989, la riclassificazione è avvenuta per opera di Lucas, Sullivan e Hunt nel 2006. Secondo gli studi di Lehman, basati sulla natura dei sedimenti all'interno dei quali sono stati trovati i fossili, questa specie viveva in un ambiente paludoso. L'Agujaceratops visse durante il tardo Cretaceo (Campaniano), dagli 83 ai 70 milioni di anni fa.

## Scoperta e specie

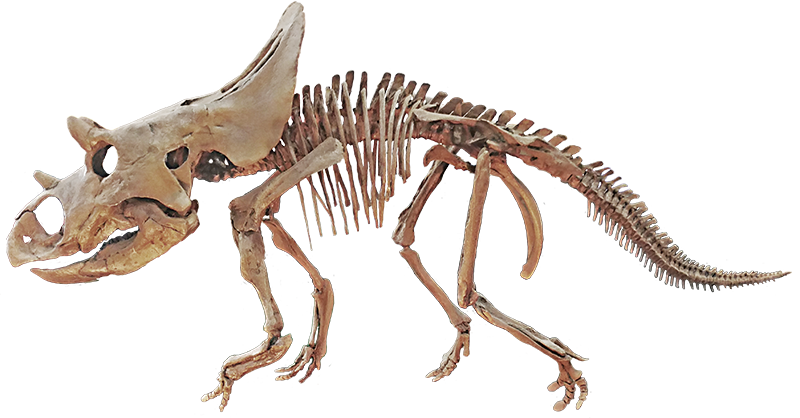
Scheletro montato

Nel 1938, tre gruppi di ossa di dinosauro furono scoperti nel Big Bend National Park da William Strain. Il materiale estratto fu studiato circa 50 anni dopo da Lehman che chiamò la specie Chasmosaurus mariscalensis anche se all'epoca non c'era ancora un cranio di adulto. Successivamente, nel 1991, furono ritrovati altri fossili nel Big Bend National Park grazie ad una spedizione di ricerca organizzata da Paul Sereno. Lo studio dei nuovi reperti ha permesso di identificare il nuovo genere.
Specie:
- Agujaceratops mariscalensis
- Agujaceratops mavericus[2]

## Classificazione
L'Agujaceratops è simile al Pentaceratops e al Chasmosaurus. Il suo habitat corrisponde alla zona dell'attuale Texas e i resti fossilizzati sono stati ritrovati nella Aguja Formation (formazione geologica situata tra il Texas e il Messico), da cui ha tratto il nome.

## Nella cultura di massa
L'Agujaceratops è un dinosauro ceratopside misconosciuto, salvo la sua apparizione in Jurassic World - Il regno distrutto (2018), del franchise di Jurassic Park, dove compare un suo cranio fossile che trafiggerà l'Indoraptor, l’antagonista principale del film durante una sua caduta. Nel film non è però mai menzionato il suo nome, rimane quindi sconosciuto al pubblico che si tratti un Agujaceratops, e per il pubblico il fossile si è trattato di quello di un Triceratops per via del suo aspetto molto più riconoscibile per il pubblico e per la sua fama assai superiore.